# Bobenthal

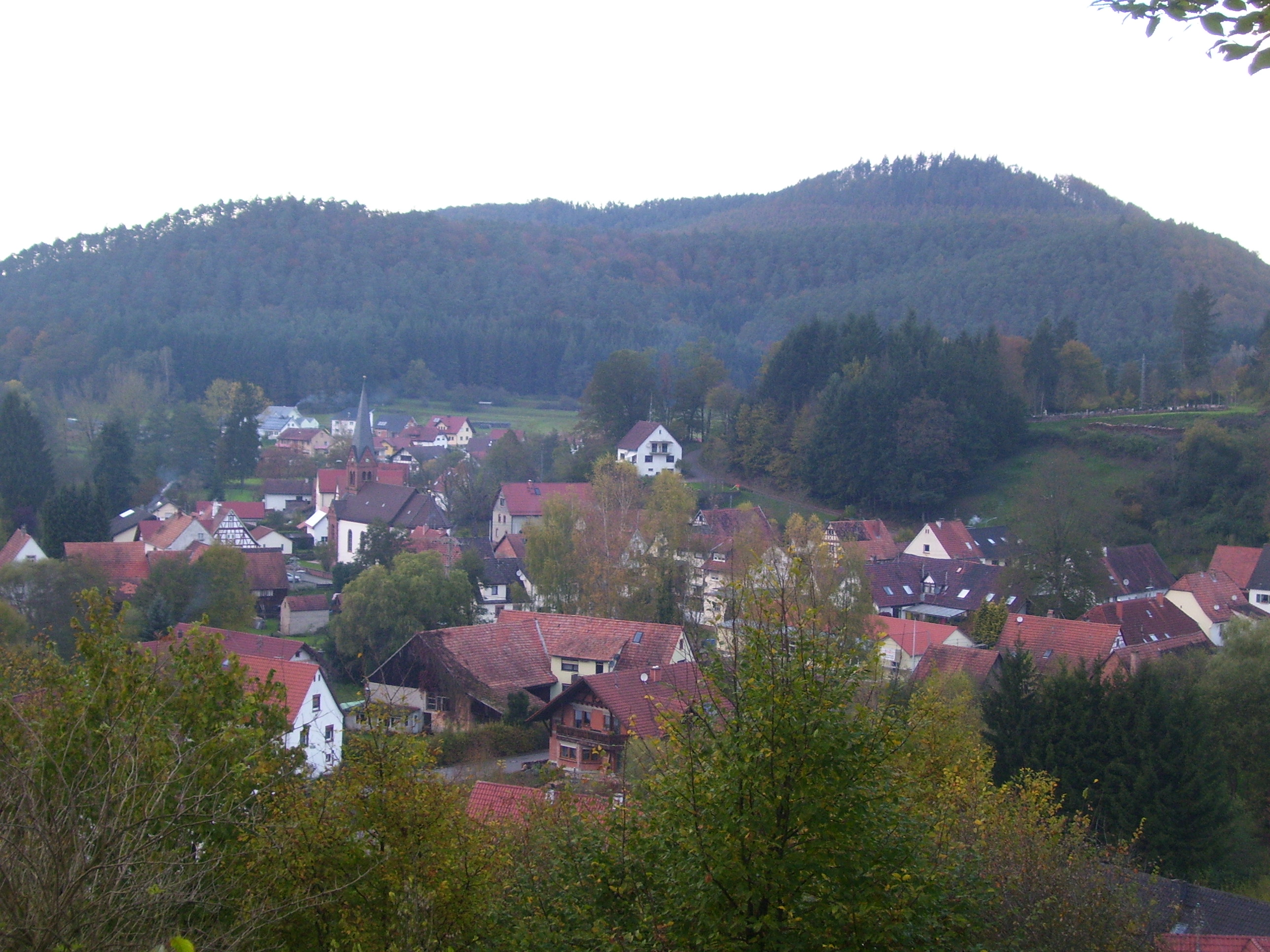
Blick auf Bobenthal

Bobenthal ist eine Ortsgemeinde im Landkreis Südwestpfalz in Rheinland-Pfalz. Sie gehört der Verbandsgemeinde Dahner Felsenland an, die ihren Verwaltungssitz in der Stadt Dahn hat; innerhalb Ersterer ist sie gemessen an der Fläche die viertgrößte, gemessen an der Einwohnerzahl jedoch die viertkleinste Ortsgemeinde. Bobenthal ist Grenzort zu Frankreich.

## Geographie

### Lage
Bobenthal liegt unmittelbar an der deutsch-französischen Grenze, als südöstlichste Gemeinde des Landkreises Südwestpfalz. Zudem ist Bobenthal Bestandteil des Oberen Mundatwaldes. Die Ortsgemeinde besteht aus dem Hauptort Bobenthal mit etwa 250 Einwohnern und dem fünf Kilometer entfernten Ortsteil Sankt Germanshof, an dem sich früher ein deutsch-französischer Grenzübergang befand, mit rund 40 Einwohnern. Nachbargemeinden sind – im Uhrzeigersinn – Erlenbach bei Dahn, Böllenborn, Oberotterbach, Schweigen-Rechtenbach, Wissembourg (F), Climbach (F), Wingen (F), Nothweiler, Bundenthal und Niederschlettenbach.

### Erhebungen
Rund zwei Kilometer östlich des Kernortes erstreckt sich der Bobenthaler Knopf, der mit 534 m der höchste Berg der Region ist. Weiter südöstlich liegen der Alschberg (420 m) sowie der Probstberg (297 m).Unmittelbar westlich des Kernortes erstreckt sich der 316 m hohe Mittelberg. Nördlich von St. Germanshof an der Grenze zu Schweigen-Rechtenbach befindet sich der Hohe Kopf (418 m). Im äußersten Nordosten der Gemarkung unweit der Grenze zu Böllenborn und Erlenbach erstreckt sich der 514,7 m hohe Krumme Ellenbogen, unmittelbar an der Grenze zu Erlenbach das 490 m messende Hirzeck, im Süden der 423 m hohe Hasenknopf und im Nordwesten an der Grenze zu Bundenthal der 455 m hohe Große Humberg.

### Gewässer
Zentrales Fließgewässer ist die Wieslauter, die von Nordwest nach Südost fließt und in die vor Ort mehrere Nebenflüsse münden. Der von links kommende Portzbach bildet die Grenze zu Niederschlettenbach, die danach für die Dauer von einem Kilometer durch die Wieslauter fortgesetzt wird. Es folgen von rechts jeweils innerhalb der Bebauung des Kernortes der Eulenbach, der Woogbach und das Alschbächel. Anschließend folgen von links der lediglich einen Kilometer lange Bockbach und der Reisbach; Letzterer bildet zugleich die Grenze zu Oberotterbach sowie Schweigen-Rechtenbach.

## Geschichte
Die älteste Erwähnung Bobenthals stammt aus dem Jahr 1316.
Ende des 15. Jahrhunderts staute Ritter Hans von Trotha im Zuge seiner Fehde mit dem Abt des Klosters Weißenburg die Wieslauter bei Bobenthal und ließ den Damm später wieder einreißen. Dies führte zunächst zu Wassermangel und im Anschluss zu einer starken Überschwemmung in Weißenburg. Nach seinem Ableben musste sein Sohn Christoph den Ort an das Weißenburger Stift zurückgeben.
Landesherrlich gehörte Bobenthal bis zum Ende des 18. Jahrhunderts zur Fürstpropstei Weißenburg.
Von 1798 bis 1814, als die Pfalz ein Teil der Französischen Republik (bis 1804) und anschließend ein Teil des Napoleonischen Kaiserreichs war, war Bobenthal in den Kanton Dahn eingegliedert. 1815 wurde der Ort Österreich zugeschlagen. Bereits ein Jahr später wechselte Bobenthal in das Königreich Bayern. Ab 1818 war der Ort Bestandteil des Landkommissariat Pirmasens, das 1862 in ein Bezirksamt umgewandelt wurde.
1939 wurde Bobenthal in den Landkreis Pirmasens (ab 1997 Landkreis Südwestpfalz) eingegliedert. Nach dem Krieg wurde die Gemeinde innerhalb der französischen Besatzungszone ein Teil des damals neu gebildeten Landes Rheinland-Pfalz. Im Zuge der ersten rheinland-pfälzischen Verwaltungsreform wurde die Gemeinde 1972 der neugeschaffenen Verbandsgemeinde Dahner Felsenland zugeordnet.

## Bevölkerungsentwicklung
Die Entwicklung der Einwohnerzahl von Bobenthal, die Werte von 1871 bis 1987 beruhen auf Volkszählungen:
| Jahr | Einwohner |
| 1815 | 297       |
| 1835 | 433       |
| 1871 | 383       |
| 1905 | 396       |
| 1939 | 481       |
| 1950 | 406       |

| Jahr | Einwohner |
| 1961 | 383       |
| 1970 | 399       |
| 1987 | 373       |
| 1997 | 366       |
| 2005 | 336       |
| 2023 | 266       |

## Politik

### Gemeinderat
Der Gemeinderat in Bobenthal besteht aus sechs Ratsmitgliedern, die bei der Kommunalwahl am 9. Juni 2024 in einer Mehrheitswahl gewählt wurden, und dem ehrenamtlichen Ortsbürgermeister als Vorsitzendem.

### Bürgermeister
Markus Keller wurde 2012 Ortsbürgermeister von Bobenthal. Bei der Direktwahl am 26. Mai 2019 wurde er mit einem Stimmenanteil von 84,92 % für weitere fünf Jahre in seinem Amt bestätigt. Bei der Direktwahl am 9. Juni 2024 wurde er ohne Gegenkandidat mit 74,5 % der Stimmen erneut wiedergewählt. Der Vorgänger von Markus Keller war Werner Hey.

### Wappen
| Wappen von Bobenthal | Blasonierung: „Von Blau und Rot, gespalten durch eine eingebogene goldene Spitze, darin über einem blauen Wellenbalken, ein beblätterter grüner Eichenzweig, oben rechts ein durchgehendes silbernes Kreuz, oben links ein wachsender goldener Krummstab.“ |
| Wappen von Bobenthal | |

## Kultur

### Bauwerke

#### Kulturdenkmäler

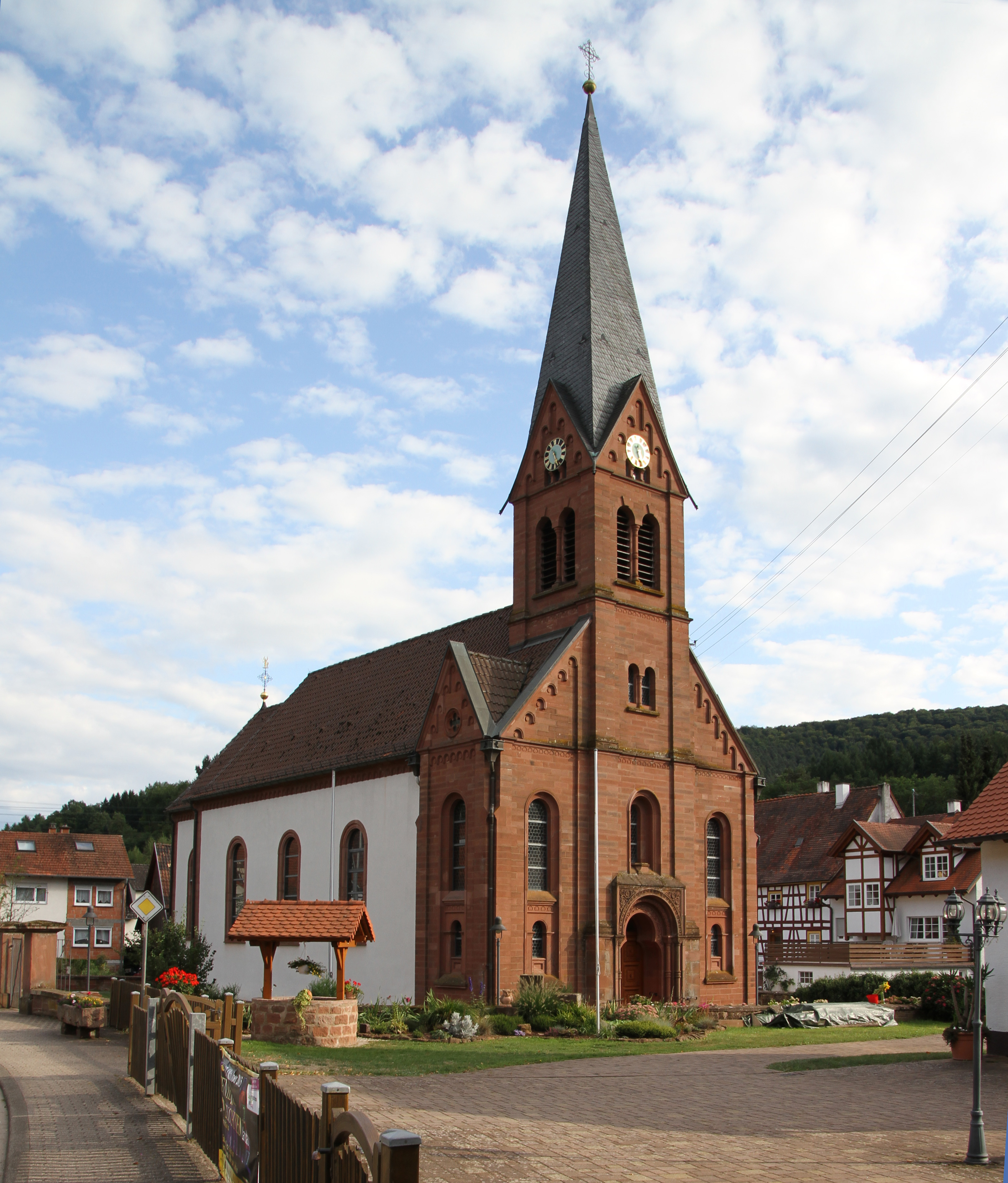
Katholische Kirche Sankt Michael

In Bobenthal selbst stehen innerhalb des historischen Ortskerns mehrere Fachwerkhäuser aus dem 17. und 18. Jahrhundert und die mittlerweile stillgelegte Mühle samt Mühlrad unter Denkmalschutz.
Die katholische Kirche St. Michael wurde im 19. Jahrhundert im Stil der Neoromanik erbaut. Die Kirche beherbergt eine Rokoko-Kanzel aus dem 18. Jahrhundert sowie eine denkmalgeschützte Orgel von Wendelin Ubhaus aus dem Jahr 1817. 2010 wurde die Kirche durch den Kirchenmaler Vitus Wurmdobler künstlerisch ausgemalt; ebenso erhielt sie eine neue liturgische Ausstattung, die von Klaus Ringwald gefertigt wurde und ehemals in der Krankenhauskapelle in Dahn stand.
Südöstlich von Bobenthal befindet sich in der Gemarkung Siebenteil die Ruine eines Gehöfts, des ehemaligen Forsthauses Siebenteil, das im Jahre 1865 erbaut wurde und in Sankt Germanshof die Überreste der Burg St. German.
In der Gemarkung befinden sich außerdem fünf denkmalgeschützte Rittersteine. Ritterstein 1 trägt die Bezeichnung „Trift-Holzhof“ und markiert einen früheren Holzlagerplatz. 2 Schanze 1704 weist auf eine Schanze im Spanischen Erbfolgekrieg hin. 3 trägt die Aufschrift „Löffels-Kreuz“ und ist die Reminiszenz an einen ermordeten Geistlichen. 4 Eselsschleif verweist auf eine Rutsche, an der das Holz von Eseln ins Wieslautertal geschleift wurde. 17 Fundstelle Biberkopf 1902 erinnert an den Fund eines mutmaßlichen Biberkopfes beim Straßenbau.

#### Sonstige Bauwerke

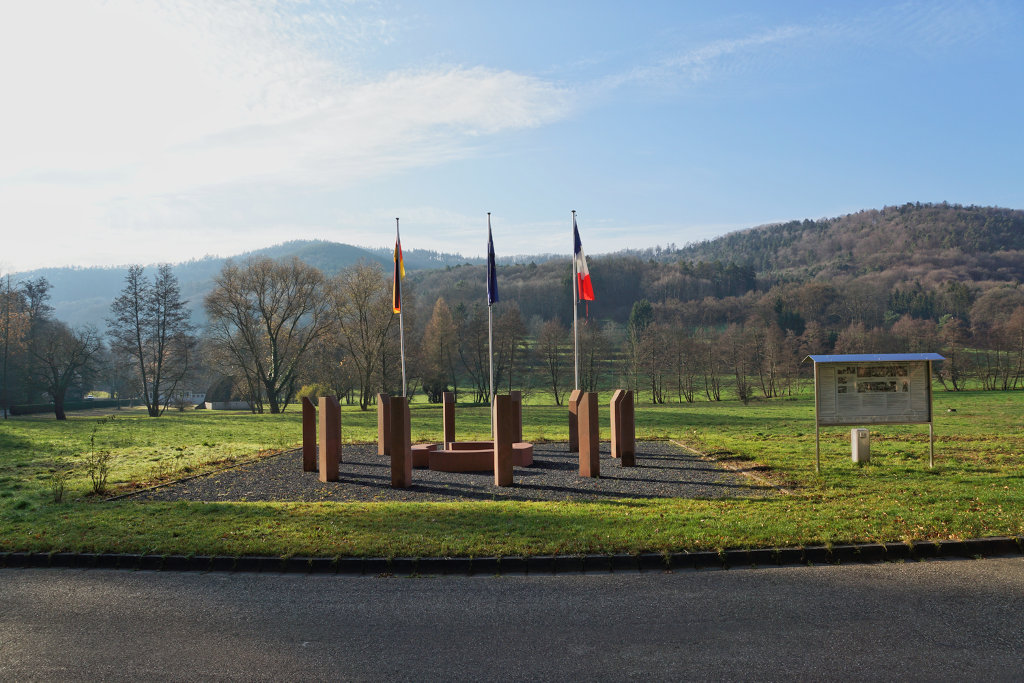
Europadenkmal

Auf dem Hasenkopf nördlich der Ruine des Forsthauses Siebenteil befinden sich die Reste eines keltischen Ringwall. An der Grenze zu Frankreich befindet sich das Europadenkmal.

### Natur
Die Gemeinde liegt inmitten des Naturparks Pfälzerwald und damit mitten im grenzüberschreitenden Biosphärenreservat Pfälzerwald-Nordvogesen. Rings um den Ort befinden sich diverse Buntsandsteinfelsen. Um den Bobenthaler Knopf liegt die 319 Hektar messende, größtenteils auf der Gemarkung der Gemeinde befindliche, gleichnamige Kernzone, eine Zone für natürliche Entwicklung des Naturparks.

### Vereine
In Bobenthal sind einige Vereine ansässig, darunter die Freiwillige Feuerwehr, die Katholische Frauengemeinschaft Deutschlands und einige weitere lokale Gruppen für gemeinsame Aktivitäten, wie beispielsweise Sport.

## Wirtschaft und Infrastruktur

### Wirtschaft

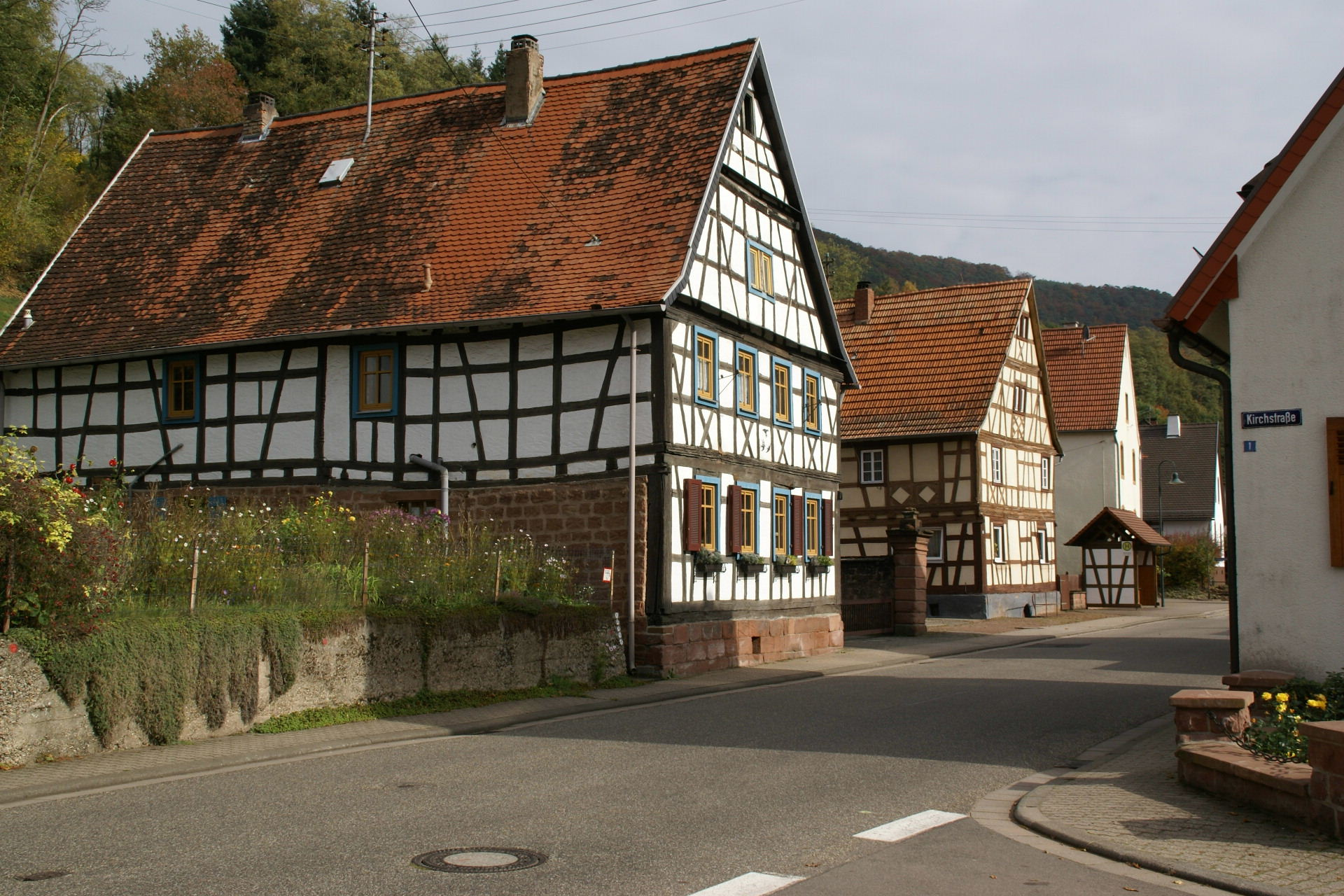
Landesstraße 478 in der Ortsmitte von Bobenthal

Aufgrund der geographischen Gegebenheiten dominierte vor Ort jahrhundertelang die Forst- und Holzwirtschaft.

### Verkehr
Durch Bobenthal verläuft die Landesstraße 478, die in die östliche Richtung nach Wissembourg verläuft und in die westliche stets unweit der Grenze zu Frankreich über Hornbach ins Saarland führt. Der Pamina-Radweg Lautertal, der von Hinterweidenthal über Dahn und Wissembourg bis nach Neuburg am Rhein verläuft, führt ebenfalls durch Bobenthal. Nächstgelegene Bahnhöfe sind Bundenthal-Rumbach und Wissembourg.

### Tourismus

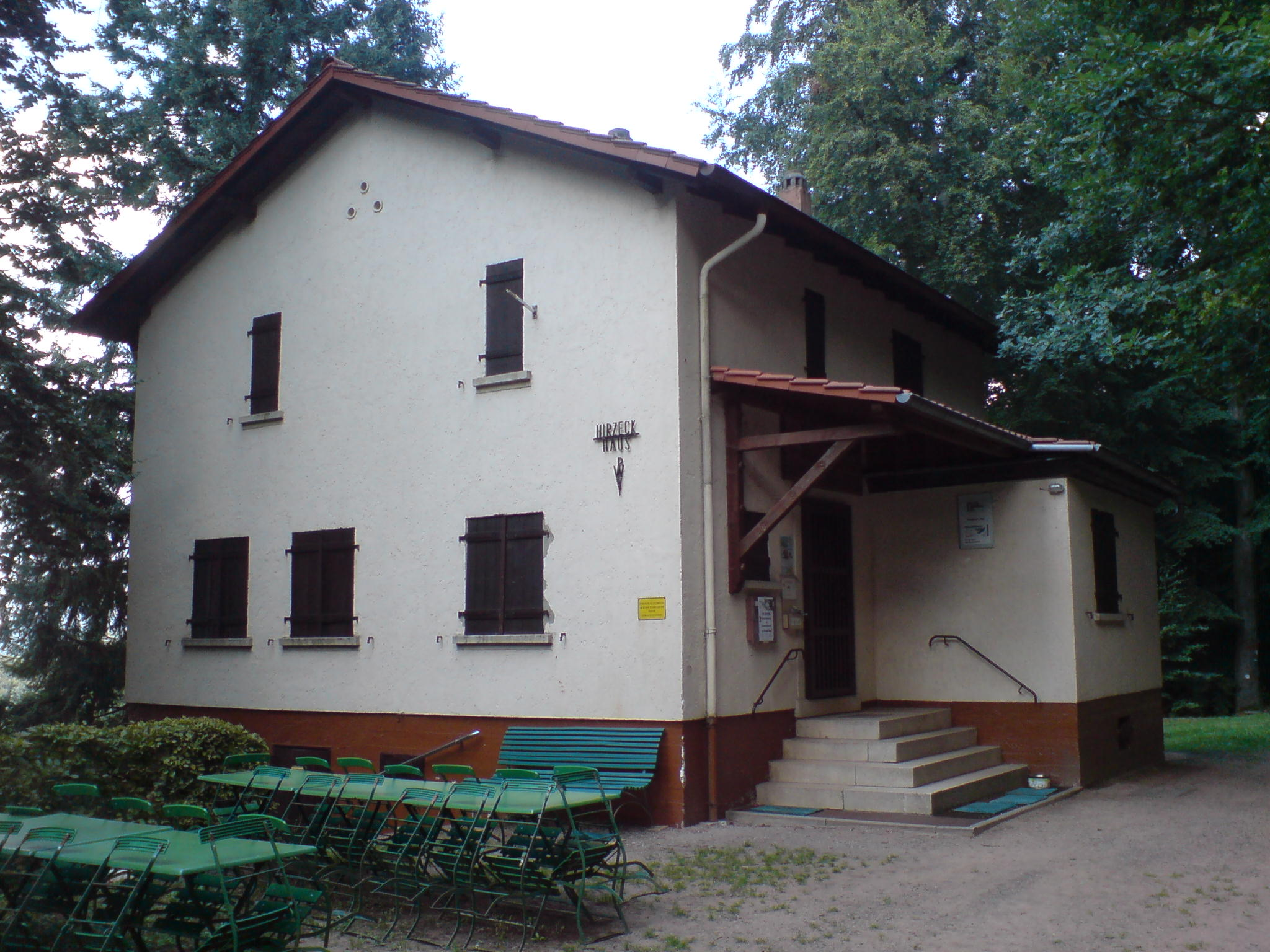
Hirzeck-Haus

Im Norden der Gemarkung befindet sich mit dem 1959 eröffneten Hirzeck-Haus eine Hütte des Pfälzerwald-Vereins, die von dessen Ortsgruppe Bad Bergzabern betrieben wird.
Im Allgemeinen besitzt die Ortsgemeinde ein gut ausgebautes Wanderwegenetz. Durch die Gemarkung von Bobenthal, deren Fläche rund 2100 Hektar beträgt, führt mit dem von Kaiserslautern nach Schweigen-Rechtenbach verlaufenden Pfälzer Waldpfad ein Prädikatswanderweg. Hinzu kommen ein von Zweibrücken bis zum Rhein führender Wanderweg, der mit einem grünen Balken markiert ist und einer, der mit einem roten Punkt markiert ist; beide verlaufen mitten durch das Siedlungsgebiet des Bobenthaler Kernortes.
Der Ortsteil Sankt Germanshof bildet den südlichen Endpunkt eines Wanderwegs, der mit einem blau-gelben Balken markiert ist und eines, der mit einem weiß-blauen Balken versehen ist; Letzterer führt ebenfalls über das Hirzeck-Haus. Außerdem existieren vor Ort die sogenannten Zwölf-Apostel-Rundwanderwege, die 2010 auf Anregung von Herbert L. Breiner angelegt wurden.

## Persönlichkeiten

### Söhne und Töchter der Gemeinde
- Kurt Zentner (1903–1974), Redakteur und Publizist
- Herbert L. Breiner (1929–2024), Sonderpädagoge

### Personen, die vor Ort gewirkt haben
- Karl Gayer (1822–1907), Forstwissenschaftler, arbeitete ab 1843 in Bobenthal als Forstgehilfe
- Rolf Gentz (* 1939), Maler und Bildhauer, lebt und arbeitet vor Ort
- Klaus Ringwald (1939–2011), Bildhauer, war für die liturgische Ausstattung der St.-Michaels-Kirche verantwortlich